# Encapsulation alimentaire
Pour les articles homonymes, voir Encapsulation.
Dans le domaine de l'industrie alimentaire, certains « agents » sont encapsulés par divers moyens de manière à être rendus disponibles plus tard. Selon la taille des capsules, on parlera de microencapsulation (si la taille de la capsule est de l'ordre du micromètre) ou de nanoencapsulation (dimension de l'ordre du nanomètre).

## Objectif
Il est souvent multiple, consistant à :
1. provisoirement protéger un agent alimentaire ou d'intérêt culinaire contre des interactions avec le milieu extérieur.
2. transporter cet agent jusqu'à l'endroit (sauce, préparation alimentaire, bouche par exemple) où il sera libéré pour agir.

Comme dans le domaine médical ou des cosmétiques, la capsule peut être un liposome, mais il en existe d'autres types.

## Agents encapsulés
Ce sont par exemple des additifs alimentaires de type aromatisants (arômes, parfums, de chewing-gums par exemple), « acides, bases, édulcorants (généralement artificiels), colorants, conservateurs, agents levants, antioxydants, agents aux saveurs, odeurs et nutriments indésirables », ou d'autres ingrédients alimentaires ou ingrédients fonctionnels peuvent être encapsulés,. À la fin du XXe siècle, l'encapsulation des arômes se faisait surtout par  séchage par pulvérisation (modérément efficace pour protéger les arômes de l'oxydation), et moindrement par extrusion mais beaucoup d'autres méthodes sont apparues (ex. : inclusion dans des cyclodextrines ; refroidissement par pulvérisation des graisses et coacervation) ou font l'objet de recherches. L'encapsulation sert aussi parfois à masquer des odeurs ou des goûts dans un aliment.

## Libération de l'agent encapsulé
Selon le type d'encapsulation, le contenu de la capsule sera par exemple libéré par le contact avec la salive ou l'humidité (apport d'eau ou de lait à une boisson sèche ou à un mélange destiné à produire une crème ou un gâteau par exemple), un changement de pH, de température, une irradiation ou un choc osmotique, le mâchage d'un chewing-gum, etc..

## Techniques d'encapsulation
Au début des années 2010, les principales techniques de formation de capsules incluaient « le séchage par pulvérisation, le refroidissement par pulvérisation ou le refroidissement par pulvérisation, le revêtement par extrusion, le revêtement en lit fluidisé, le piégeage en liposomes (appliqués dans la fabrication de fromages, d'émulsions alimentaires de type pâtes à tartiner, margarine ou mayonnaise), la coacervation, la complexation par inclusion, l'extrusion centrifuge et la séparation de suspension rotative ».